# Петрова, Варвара Андреевна
Петрова Варвара Андреевна (15 декабря 1936 г. - 11 марта 2012 г.) - общественный и политический деятель, заслуженный работник народного хозяйства Республики Саха (Якутия).

## Жизнеописание
- родилась 15 декабря 1936 года в Едейском наслеге Нюрбинского района
- в 1957 г. окончила Вилюйское педагогическое училище. Работала учителем, инструктором райкома комсомола, секретарем комсомольской организации имени К. Маркса.
- Училась в Новосибирской Высшей партийной школе. По окончании учебы была направлена в Якутский обком комсомола заведующей отделом сельских комсомольских организаций.
- С 1965 года работал вторым секретарем Горного райисполкома.
- В 1975-1982 годах - председатель Момского райисполкома.
- В 1985-1990 годах - первый секретарь  Момского райкома партии.
- В 1990-1992 годах - председатель постоянной комиссии Верховного Совета ЯАССР
- В 1992-1994 годах - глава Абыйского района, председатель комитета по семейной и социальной политике Государственного Собрания (Ил Түмэн) Республики  Саха (Якутия).
- В 1995-2002 годах глава Нюрбинского района
- В 2003-2007 годах - заместитель министра экономического развития Республики Саха (Якутия), советник председателя Государственного Собрания (Ил Түмэн) Республики Саха (Якутия) по вопросам местного самоуправления.
- скончалась после продолжительной болезни 11 марта 2012 года в г. Якутске.

## Награды и звания
- Заслуженный работник народного хозяйства Республики Саха (Якутия)
- Орден «Знак Почета»
- Орден Дружбы народов
- Медаль "За доблестный труд в ознаменование 100-летия со дня рождения В.И. Ленина"
- Особый знак "370 лет дружбы с Россией"
- Почетный гражданин Республики Саха (Якутия)[1]
- Почетный гражданин Абыйского улуса
- Почетный гражданин Горного улуса [2]
- Почетный гражданин Момского района
- Почетный гражданин Нюрбинского улуса
- Почетный гражданин Едейского наслега Нюрбинского улуса

## Увековечение памяти
- 11 апреля 2013 года установлена мемориальная доска[3].
- В 2016 году Едейской начальной школе-детский сад присвоено имя  В.А. Петровой
- 30 июня 2017 года в с. Едей была открыта сквер-усадьба им. В.А. Петровой

## Также
Почетный гражданин Республики Саха (Якутия)